# テフ (穀物)

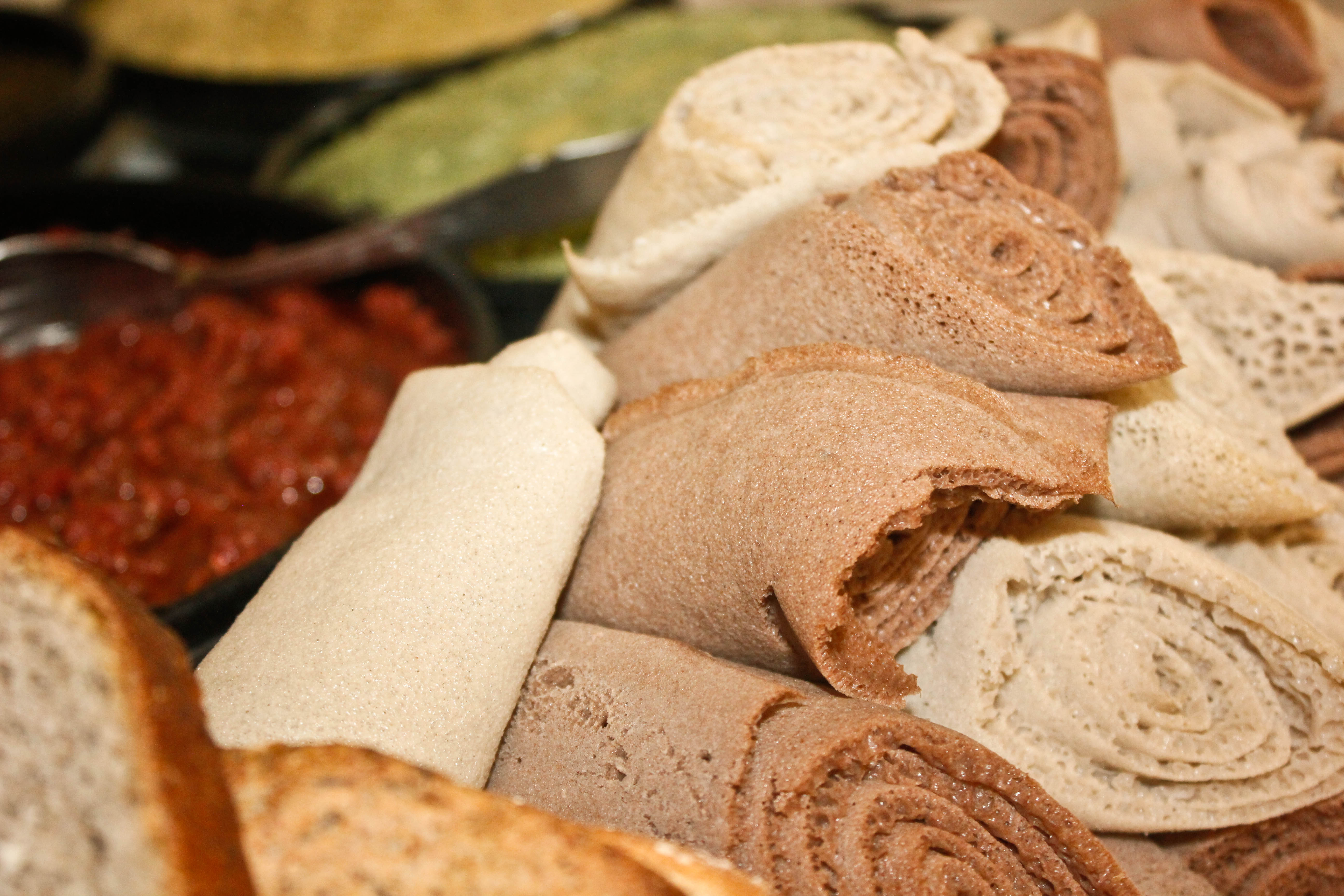
テフを主原料とするインジェラ。エチオピアの主食である。

テフ（学名: Eragrostis tef、アムハラ語: ጤፍ, ラテン文字転写: ṭef、英語: teff）は、イネ科スズメガヤ属の植物である。主にエチオピアで栽培され、種子が穀物として主食に供されてきた、エチオピア料理の伝統的な食材である。テフは栄養価が高いだけでなく、グルテンを含まないため、グルテンにアレルギーを有する場合に、コムギなどの代替食品として利用される場合も出てきた。

## 名称
草丈は50 cmから150 cmほどで、種子の皮の色から赤色種と白色種の2種に分類される。これらの種子は非常に小さく、床に落とせば見失ってしまうほどである。この植物の「テフ」の名は、アムハラ語の「見失う」(ጠፋ ṭäffa) に由来する。

## 栽培
テフはエチオピアで伝統的に主食として用いられてきた穀物であり、低地・高原地帯に関わらず、エチオピアで広く栽培されてきた。伝統的な栽培法は、雨季が始まる8月頃に、ウシに曳かせた犂で畑を耕し、手で種子を直に蒔き付ける。そうすると、9月下旬から10月にかけて穂が出始め、乾季が始まる11月頃に成熟する。同じ耕地で4年連続でテフを栽培し、その後は4年から10年ほど休耕するというサイクルで栽培されてきた。

### 収穫量
2004年のエチオピアでのテフの収穫量は、1,687,000トンであり、収率は0.8 (トン/ha)であった。

### 栽培史・取引史
テフは元来、エチオピア高原に住むアムハラ人の間で栽培されていた穀物に過ぎなかった。その後、アムハラ人がエチオピア帝国を建国し、周辺諸民族を支配下に収めると、アムハラ文化がオロモ人など支配下の民族にも伝播していったため、テフの栽培もエチオピア国内の各民族に広まっていった。それでもテフは、長らくエチオピア国内でしか栽培されなかった。その上、特にアムハラ人がテフを強く嗜好するため、穀物としてのテフの換金性は高く、高価で取引されている。
21世紀初頭においてテフは国際的に注目を集めているものの、エチオピアでは国内需要を満たすのが精一杯の収穫量であり、テフの輸出禁止措置が取られた事もある。2007年時点で、オーストラリアやオランダ、アメリカ合衆国の一部地域などでも栽培されている。ただ、これら欧米諸国では、2007年時点で1キログラムあたり日本円で600円以上とかなり高価であった。2018年現在、エチオピア産のテフは入手困難であるため、日本では南アフリカ共和国産も輸入されている。

## 利用

### エチオピアでの伝統的な食べ方
刈り取って収穫したテフの種子を、むしろの上に広げて置き、それを人や家畜が足で踏む方法で脱穀を行う。
脱穀後、石臼で挽いて製粉し、水を加えて、水気の多い生地にする。これを3日間ほど室温で乳酸菌に醗酵させてから、蓋付きの土鍋でパンケーキ状に焼いて、薄焼きのパンにする。これがインジェラであり、エチオピアにおける主食である。重曹で膨らませたパンケーキや、イースト発酵させたパンとは異なり、インジェラは乳酸菌による醗酵を行うため、独特の酸味を有する。
インジェラを食べる際は、皿に広げたインジェラに「ワット」を乗せ、インジェラで包んで口に運ぶ。

### エチオピア以外
穀物のテフには、小麦粉と違いグルテンが含有されていない。このため、小麦アレルギーのヒトが食する場合もある。また、鉄分が豊富であるなど、栄養価の高さも注目を集め、21世紀初頭において、欧米や日本でも所謂「スーパーフード」の1つとして消費量が増えつつある。

## スズメガヤ属
スズメガヤ属には多くの種が属している。日本列島にも10種ばかり知られ、カゼクサやニワホコリなど身近な野草も含まれる。しかし、テフのように、広く利用される種は存在しない。